# هالة أبو شعيشع
هالة أبو شعيشع هي شابة مصرية قُتِلَت أثناء مشاركتها في مظاهرات رافضة للانقلاب العسكري على الرئيس محمد مرسي في مدينتها المنصورة بمحافظة الدقهلية على يد مسلحين موالين للشرطة والجيش في واحدة من الهجومات المتعددة المميتة على المظاهرات والاعتصامات في مصر بعد انقلاب الثالث من يوليو في مصر. وكانت هالة ناشطة في حركة «أمناء الأقصى» في الدقهلية وعضوة في فريق «جسد واحد لنصرة الثورة السورية». قضت الفتاة نحبها في يوم الجمعة 19 يوليو 2013، الموافق اليوم العاشر في شهر رمضان، بعد هجوم المسلحين على المسيرة المشاركة فيها الذي أدى لسقوط ثلاثة قتلى كلهم فتيات من بينهم هالة أبو شعيشع التي أصابها ثلاث طلقات نارية فيما عرف ب أحداث شارع الترعة في المنصورة.
أتهم أهلها بلطجي يُدعى السيد العيسوي بقتلها. ولقد مات العيسوي بعدها بثلاث سنوات متأثرا بطلق ناري أصابه بالشلل في حادثة وقعت بعد مقتل هالة بشهر تقريبا.

## سيرتها الذاتية
هالة محمد أبو شعيشع من مواليد 27 ديسمبر 1997، كانت طالبة بالصف الثالث الثانوي بمدرسة المنصورة الثانوية بنات. ترتيبها الثاني بين أشقائها الخمسة (صفية وهالة وهاجر وخديجة وحمزة). يعمل والدها مهندسا زراعيا. تسكن بشارع الجلاء بالمنصورة وأصل المنشأ بلدة منشية عبد الرحمن. كانت عضوة بفريق «جسد واحد» لنصرة الثورة السورية بالدقهلية وناشطة بحركة «أمناء الأقصى» بالدقهلية وكانت تستعد لدخول الاعتماد القادم للحركة.

## تفاصيل الهجوم
شهد يوم الجمعة الموافق 10 رمضان عقب صلاة التراويح مسيرة حاشدة من أبناء محافظة الدقهلية الموالين للرئيس المعزول محمد مرسي والتي انطلقت من أمام مسجد الزراعيين الكائن بمنطقة استاد المنصورة الرياضي لتمتد لتجوب بعض شوارع المنصورة العامة والمعروفة بداية من شارع المرور مرورا بشارع عبد السلام عارف وشارع الترعة وحتي منطقة القرية الأولمبية. حسب شهود العيان فإن الهجوم بدأ عندما هجم مجموعة من الموالين للحكومة ولقائد الانقلاب العسكري عبد الفتاح السيسي بشارع الترعة علي المسيرة والتي كانت تضم الآف من المشاركين (رجالا ونساءا وأطفالا)، كان الهجوم علي المسيرة من خلفها بأسلحة نارية (رصاص حي وخرطوش ومولوتوف) بالإضافة للشوم والسيوف والأسلحة البيضاء المتعددة، مما اضطر المتظاهرين للركوض للشوارع الجانبية المؤدية لشارع النخلة لكن المسلحين كانوا يكمنون لهم، حيث كانوا مختبئين بهذه الشوارع وانهالوا علي المتظاهرين برصاص حي وخرطوش وقاموا بحصار بعض المتظاهرين بهذه الشوارع وداخل المحلات ومداخل العمارات مما أدى لوقوع 3 حالات وفاة لثلاث نساء وحدوث مئات ألإصابات بطلقات نارية وجروح قطعية وسحجات.

### ضحايا الهجوم
سقط نتيجة الهجوم ثلاث حالات وفاة كلهم في صفوف المتظاهرين المناهضين للانقلاب وهم: هالة محمد أبو شعيشع وآمال المتولي فرحات وإسلام علي عبد الغنى.

### الوفاة
تروي عائلة هالة أنهم استقبلوها جثة هامدة في المستشفى العام التابع ل جامعة المنصورة وهي مصابة بثلاث طلقات نارية اثنان في الصدر وواحدة في الفخذ.

## موقف الحكومة
لم يتم توجيه أي اتهام في حادثة مقتل الفتيات الثلاثة، وتتهم أسر الضحايا الحكومة بارتكاب المذبحة وحمايتها للجناة حيث يقول شهود عيان أن الشرطة كانت متواجدة خلال الأحداث في صف المسلحين ولم تمنعهم.